# 3959 Irwin
3959 Irwin eller 1954 UN2 är en asteroid i huvudbältet, som upptäcktes 28 oktober 1954 av Indiana Asteroid Program vid Indiana University Bloomington med Goethe Link Observatory. Asteroiden har fått sitt namn efter John B. Irwin.
Asteroiden har en diameter på ungefär 4 kilometer.